# Brokencyde
Brokencyde es una banda estadounidense de crunkcore formada en 2006.

## Historia

### Comienzos (2006 - 2007)
BrokeNCYDE fue originalmente fundado por los vocalistas Se7en y Mikl. Según sus integrantes el nombre de la banda fue creado por la auto-descrita idea de que su música está hecha fundamentalmente de "broke inside" (roto por dentro) debido a problemas de relaciones personales. Antes de que la banda comenzara a actuar los miembros Phat J y Antz se unieron a BrokeNCYDE.

### BC13 EP(2008-2009)
La banda ha actuado junto a banda de su mismo estilo musical como Breathe Carolina, The Morning Of, Karate High School, y Drop Dead, Gorgeous. En julio de 2008 BrokeNCYDE apareció en MTV's Total Request Live, donde presentaron su sencillo "FreaXXX".
Ese mismo verano firmaron un contrato con Suburban Noize Records, y sacaron el EP BC13 el 11 de noviembre de 2008.
En 2008, la banda actuó en el "Get F$cked Up" tour con "Hyper Crush", "And Then Were Nonee", y "Millionaries", y a finales de 2008, tocaron en el "I'm So Fierce" tour con Jefnigga8.

### Críticas
Brokencyde ha sido una banda universalmente criticada por las revistas musicales. Thrash Magazine los definió como una burla al mundo de la música. En Cracked.com Michael Swaim dijo que la banda suena como un dúo de Slipknot y Cher, y el comentarista británico Warren Ellis se refirió al videoclip de "Freaxxx" como una instantánea casi perfecta de la mierda a la que puede llegar esta cultura.
El New Musical Express, definió "I'm not a fan, But The Kids Like It!", de la siguiente manera: incluso si capturara al Príncipe Harry y Gary Glitter adornados con símbolos nazis defecando sobre las cartas de mi abuela, consideraría la posibilidad de hacerlos escuchar este álbum un castigo demasiado severo.

## Miembros
Miembros actuales
- Michael "Mikl" Shea – voces claras y rapeadas (2006–presente)
- Julian "Phat J" McLellan – voces gritadas y rapeadas, teclados, programación (2007–2012; 2022–presente)[5]

Miembros en vivo
- Paulo "Psuy?" Hidalgo – coros (2011–presente)
- Ace Neroexistence – teclados, programación (2011–presente)
- Chad "Big Chaco" Chadillac – batería (2011–presente)[6]

Miembros anteriores
- David "Se7en" Gallegos – voces gritadas y rapeadas (2006–2022)
- Anthony "Antz" Trujillo – voces gritadas y rapeadas, programación (2008–2014)[7]

## Discografía

### Álbumes de estudio
| Año  | Título                               | Discográfica  | Fecha de lanzamiento   |
| 2009 | I'm Not a Fan, But the Kids Like It! | Break Silence | 16 de junio de 2009    |
| 2010 | Will Never Die                       | Break Silence | 9 de noviembre de 2010 |

### Otros lanzamientos
| Año  | Título            | Discográfica              | Fecha de lanzamiento  |
| 2007 | THA $C3N3 MiXTaPe | Lanzamiento independiente | 2007                  |
| 2007 | The Broken!       | Lanzamiento independiente | 7 de julio de 2007    |
| 2008 | BC13              | Lanzamiento independiente | 27 de marzo de 2008   |
| 2008 | BC13 Mix          | Lanzamiento independiente | 28 de abril de 2008   |
| 2008 | BC13 EP           | Break Silence             | 21 de octubre de 2008 |
| 2016 | All grown up      | Lanzamiento independite   | 16 de febrero de 2016 |

### Videografía
- "FreaXXX"
- "Booty Call" feat. E-40
- "40 oz."
- "Enjoy The Silence"
- "Teach Me How To Scream"

#### I'm Not a Fan, But The Kids Like It!
- Websodio 1:In The Studio
- Websodio 2:I'm Not A Fan
- Websodio 3:The Screams